# Gas traza
Un gas traza es un gas presente en baja cantidad en una mezcla, exactamente, menos de 1% por volumen de la atmósfera de la Tierra (excluyendo el vapor de agua), e incluye todos los gases excepto nitrógeno (78.1%) y oxígeno (20.9%). El gas traza más abundante en la atmósfera es argón con un porcentaje  de 0.934%. También se produce vapor de agua con abundancia variable.